# 지미 버크 (야구인)
제임스 티모시 버크(영어: James Timothy Burke, 1874년 10월 12일~1942년 3월 26일)는 미국의 프로 야구 선수이자 코치, 감독으로, 선수 시절 포지션은 3루수였다. 메이저 리그 베이스볼(MLB)의 클리블랜드 스파이더스, 세인트루이스 퍼펙토스, 밀워키 브루어스, 시카고 화이트스타킹스, 피츠버그 파이리츠, 세인트루이스 카디널스 등지에서 뛰었다.
1903년부터 1905년까지 세인트루이스 카디널스의 주전 3루수였으며, 1905년 시즌 중반에는 선수 겸 감독을 맡았으나 34승 56패의 저조한 성적을 기록하고 후임자 스탠리 로비슨에게 자리를 내주었다.